# Musicmagic
| 전문가 평가 | 전문가 평가 |
| 평가 점수   | 평가 점수   |
| 출처        | 점수        |
| ----------- | ----------- |
| AllMusic    | [ 1 ]       |

《Musicmagic》은 미국의 재즈 퓨전 밴드 리턴 투 포에버의 일곱 번째이자 마지막 스튜디오 음반이다.
이 음반은 밴드의 마지막 라인업을 포함하고 있으며, 오직 설립자인 칙 코리아와 스탠리 클라크만이 이전 음반에서 돌아왔다. 이 음반은 스탠리 클라크와 코리아의 아내 게일 모란이 피처링한 《Light as a Feather》 (1973년) 이후 보컬을 포함한 첫 음반이다. 이 음반은 또한 오리지널 멤버 조 파렐이 색소폰과 플루트로 복귀한 것을 기념하며, 몇몇 새로운 멤버들이 5피스 호른 섹션을 구성하고 있다.
기존의 2채널 스테레오 버전 외에도 이 음반은 1977년 컬럼비아 레코드에 의해 4채널 쿼드러포닉 버전으로 발매되었으며, 레이블이 마지막으로 발매한 쿼드러포닉 음반 중 하나이다. 2016년 이 음반은 오디오 피델리티에 의해 하이브리드 슈퍼 오디오 CD의 스테레오로 재발매되었다. 2017년 더튼 보컬리온에 의해 SACD로 다시 발행되었으며, 쿼드러포닉과 스테레오 믹스가 모두 포함되어 있다.
이 라인업은 트롬본 연주자 론 모스의 추가로 1978년 4LP 세트인 《Return to Forever Live: The Complete Concert》로 재발매된 라이브 음반 《Live》 (1977년)를 순회하고 녹음했다.

## 배경
이 음반은 대대적인 멤버 교체를 거쳐 제작되었다. 칙 코리아의 아내 게일 모란과 초기 멤버 조 파렐이 합류해 9인조로 녹음했다. 이 밴드가 기타리스트 없이 음반을 제작한 것은 《Light as a Feather》 (1973년) 이후 처음이다.
이 음반은 빌보드 200에서 38위, 《빌보드》 재즈 차트에서 4위에 올랐다.
음반과 함께하는 투어가 끝난 후, 밴드는 한 번 해체되었고, 이는 이 음반이 조직된 유일한 스튜디오 음반이 되었다.

## 곡 목록
| #  | 제목                     | 작곡              | 재생 시간 |
| -- | ------------------------ | ----------------- | --------- |
| 1. | 〈The Musician〉         | 칙 코리아         | 7:12      |
| 2. | 〈Hello Again〉          | 스탠리 클라크     | 3:49      |
| 3. | 〈Musicmagic〉           | 코리아, 게일 모란 | 11:00     |
| 4. | 〈So Long Mickey Mouse〉 | 클라크            | 6:09      |
| 5. | 〈Do You Ever〉          | 모란              | 3:59      |
| 6. | 〈The Endless Night〉    | 코리아, 모란      | 9:41      |